# فيل بلوم
فيل بلوم (بالهولندية: Phil Bloom)‏ هي مصورة هولندية، ولدت في 27 نوفمبر 1945 في Berkel en Rodenrijs ‏ في هولندا.

## وصلات خارجية
- الموقع الرسمي
- فيل بلوم على موقع IMDb (الإنجليزية)